# 福田和彦
福田 和彦（ふくだ かずひこ、1929年 - ）は、日本の美術評論家、性哲学者。

## 略歴
大阪生まれ。文化学院文科、東京写真大学技術科卒業。アテネ・フランセに学ぶ。1958-73年金沢美術工芸大学産業美術学科主任講師。63年第1回国際工業写真展（チェコスロヴァキア）グランプリを受賞。67年よりインド、東南アジア、イタリアを中心とする欧米に長期滞在。WAS学会員。エロティカ評論を多く手がける。

## 著書
- 『イーストマン 近代写真の父』武部本一郎絵　岩崎書店　少国民の偉人物語文庫 1958
- 『アンリ・デュナンの生涯 赤十字の父』刀江書院　1959
- 『演劇に生きる 山本安英と杉村春子』刀江書院　1959
- 『マルコ・ポーロ 世界最初の探検家』岩崎書店　少国民の偉人物語文庫 1959
- 『映画とエロティシズム』1-6　河出書房新社　1961-64
- 『日本の庭』河出書房新社　1962
- 『乳房の歴史』河出書房新社　1963
- 『日本の名庭』社会思想社・現代教養文庫　1964
- 『エロティシズムの世界史』第1-4　久保書店　1966-67
- 『エロティシズムの映画史』河出書房新社　1967
- 『エロティシズムの歴史』林書店　1967　エロトロジー選書
- 『枯山水の庭』鹿島研究所出版会　1967
- 『エクスタシーの美学』林書店　1968　エロトロジー選書
- 『完全なる結婚 ヴァン・デ・ヴェルデ博士』しなの出版　1968　シネマ・エロトロジー
- 『不滅のカジュラーホ』林書店　1968　エロトロジー選書
- 『カーマ・スートラ』芳賀書店　1969
- 『現代の北欧映画』しなの出版　1969　シネマ・エロトロジー
- 『シネマ・エロチカ』第1-7巻　芳賀書店　1969-72
- 『スエーデン映画』しなの出版　1969　シネマ・エロトロジー
- 『性の驚異 結婚愛の歓び』しなの出版　1969　シネマ・エロトロジー
- 『セックス・ドキュメンタリー』しなの出版　1969　シネマ・エロトロジー
- 『ネオ・エロティシズム』1　しなの出版　1969　シネマ・エロトロジー
- 『男の詩・高倉健 映画作品集』芳賀書店　1970
- 『完全なる結婚 ヴャン・デ・ヴェルデ博士 第2部』芳賀書店　1970
- 『シネマ・サディスム』第1　芳賀書店　1970
- 『日本の城下町 生きている江戸文化』読売新聞社　1971
- 『茶道の庭』鹿島研究所出版会　1972
- 『江戸浮世絵師たち』読売新聞社　1979
- 『乳房の美学』茜出版　1981
- 『中国の春宮画』芳賀書店　1981
- 『秘版明治の浮世絵 収録・肉筆絵巻』芳賀書店　1981
- 『浮世絵 愛の絵姿』実業之日本社　1982
- 『閨の睦言 よがり声の研究』現代書林　1983
- 『北斎-華麗なるエロス』実業之日本社　1984
- 『裸婦 エロティック・アート100年の歩み』実業之日本社　1984
- 『世界性風俗じてん』1987　河出文庫
- 『日本の世紀末 ロマンとデカダンス あふれる異国情緒』読売新聞社　1987
- 『江戸の性愛学』1988　河出文庫
- 『浮世絵春画一千年史』人類文化社 1999
- 『図説エロスの神々 インド・ネパールの太陽神殿とタントラ美術』河出書房新社　2000　ふくろうの本
- 『痛快!性愛学』集英社インターナショナル 2001
- 『エロス礼讃 世界のエロティック・アート探訪』河出書房新社　2002
- 『江戸春画の性愛学』1-3　2003　ベスト新書
- 『美の巨人歌麿と北斎』河出書房新社　2003
- 『春画浮世絵の魅惑』1-3　2004　ベスト新書

## 編著
- 北国新聞社編『金沢・百万石の城下町』写真　河出書房新社　1963
- 『コナラク太陽神殿』編著　芳賀書店　1973
- 『秘巻浮世絵大錦』編述　芳賀書店　1973　日本名品聚芳
- 『秘巻肉筆浮世絵』編述　芳賀書店　1973　日本名品聚芳
- 池田英泉『英泉 秘版英泉』芳賀書店　1974　草子本浮世絵名品選
- 歌川国芳『国芳 秘版国芳』芳賀書店　1974　草紙本浮世絵名品選
- 一雄斎国貞『国貞 秘版国貞』芳賀書店　1975　草紙本浮世絵名品選
- 葛飾北斎『北斎 秘版北斎』芳賀書店　1975　草紙本浮世絵名品選
- 『秘巻浮世絵歌麿・清長・栄之・湖竜斎・春潮』芳賀書店　1976
- 『原色浮世絵刺青版画』芳賀書店　1977
- 『カラー浮世絵の秘戯画』1-2　芳賀書店　1978-79　芳賀芸術叢書
- 『原色浮世絵の秘戯画』3-5　芳賀書店　1980-83　芳賀芸術叢書
- 『カーマ・スートラ 美術版』芳賀書店　1982　のちワニ文庫
- 『現代の裸婦美術』河出書房新社　1982
- 『閨の秘伝を教えます 紅閨禁秘抄』現代書林　1982
- 『秘版草紙本の浮世絵』1-2　芳賀書店　1982
- 『裸婦美術』1983-84　日本芸術出版社　1982-84
- 『浮世絵の魅惑』河出書房新社　1986
- 『幻想の裸婦 ニュー・エロティシズムの展開』河出書房新社　1986
- 『浮世絵江戸の四季』河出書房新社　1987
- 『世界の浮世絵』ベストセラーズ　1987
- 『艶本・魅惑の浮世絵』ベストセラーズ　1988
- 『肉筆風俗絵巻』河出書房新社　1988
- 『秘宝浮世絵 ジェノヴァ市立東洋美術館所蔵エドアルド・キヨソーネ・コレクション』ベストセラーズ　1988
- 『浮世絵ヨーロッパ・コレクション』ベストセラーズ　1989
- 『大江戸浮世絵の春』ベストセラーズ　1989
- 『絵本浮世絵撰』河出書房新社　1990
- 『艶色浮世絵の女』ベストセラーズ　1990
- 『紅閨秘伝抄 ねやのひみつをおしえます』ベストセラーズ　1990　浮世絵グラフィック　のちワニ文庫
- 西村定雅『色道禁秘抄』ベストセラーズ　1990-91　浮世絵グラフィック のちワニ文庫
- 『イタリアン・ヌード Excelsior』1-3　ベストセラーズ　1991-93
- 『艶色源氏絵』ベストセラーズ　1991
- 『風俗絵本浮世絵』河出書房新社　1991
- 『枕旅木曽街道六十九次』ベストセラーズ　1991　浮世絵グラフィック
- 『浮世絵戯画』河出書房新社　1992
- 喜多川歌麿『歌麿』ベストセラーズ　1992　浮世絵名品撰
- 『エクセルシオール・ヌード・スペシャル』1-3　ブックマン社　1992-93
- 『艶色説話絵巻』ベストセラーズ　1992　浮世絵グラフィック
- 『仮枕浮名の仇波 艶色絵草子本鑑賞』ベストセラーズ　1992　浮世絵グラフィック
- 『色自慢江戸紫 色道伝授』ベストセラーズ　1993　浮世絵グラフィック
- 『エロティシズムの美術史』1 中国 1 (中国春宮画の魅惑)ブックマン社　1993
- 『艶色浮世絵全集』全12巻 河出書房新社　1993-97
- 『名宝肉筆浮世絵撰』第1-2巻　朝日出版社　1993
- 『エロティック・ヌード ニュー・エクセルシオール』1-2　ブックマン社　1994
- 『ニュー・エクセルシオール・グレート・ヌード』1　ブックマン社　1994
- 『スーパー・ハード・ヌード New Excelsior Italiana』1　ブックマン社　1995
- 『秘巻明治肉筆浮世絵撰』ベストセラーズ　1996
- 『秘版明治浮世絵版画撰』ベストセラーズ　1996
- 『夢の手枕 他2編』ベストセラーズ　1996　ワニ文庫 エロチカ文庫
- 『春情指人形 他2編』ベストセラーズ　1997　ワニ文庫 エロチカ文庫
- 『男女色くらべ』ベストセラーズ　1997　艶色浮世絵千夜一話
- 『悦楽の扉 ニュー・セクソロジー』ベストセラーズ　1998　浮世絵グラフィック
- 『艶色浮世絵幕末篇』1-2　河出書房新社　1998
- 『浮世絵花々の美』1　ベストセラーズ　1999
- 『徳川色模様元禄百花繚乱 浮世絵』人類文化社 1999
- 『ミラノ・ヌード』1　ベストセラーズ　1999
- 『明治日本のエロス 秘蔵・性コレクション』河出書房新社　1999
- 龍王山人『桃源華洞』校訂　イースト・プレス　2000　幻の性資料
- 『東海道五十三次将軍家茂公御上洛図』河出書房新社　2001
- 『江戸艶笑画集』イースト・プレス　2002　幻の性資料
- 『世界の浮世絵』1　2004　ベスト新書
- 『艶本名作撰』1-2　2005-06　ベスト新書 春画浮世絵の魅惑
- 『誘惑する女性美』2005　ベスト新書 春画浮世絵の魅惑
- 『春画江戸の悦楽 1(絢爛豪華な源氏絵の世界)』2006　ベスト新書
- 『画聖北斎・春画』ベストセラーズ　2008
- 『鈴木春信名作撰』ブックマン社　2008

## 翻訳
- 『ビアンキ動物童話集　こねずみピックの冒険』刀江書院　1960